# 동국대학교사범대학부속금산중학교 축구부
금제금산중학교 축구부는 동국대학교사범대학부속금산중학교의 축구부로 전북 현대 모터스의 U-15팀이다.

## 역사
2013년 동국대학교사범대학부속금산중학교가 K리그에 참가하는 전북 현대 모터스와의 협약을 통해서 축구부를 창단하였다. 당시 축구부 창단에 재정적인 어려움을 겪었으나 김제시와 체육진흥관리공단, 전북 현대 모터스 구단 등의 여러 지원을 받아 탄생하였다. 당시 18명으로 시작하던 축구부는 현재 중등 축구 강팀 중 하나로 자리 잡았다.

## 같이 보기
- 동국대학교사범대학부속금산중학교
- 전북 현대 모터스
- 전주영생고등학교 축구부
- 전북 현대 모터스 U-12